# Productschap Granen, Zaden en Peulvruchten
Het Productschap Granen, Zaden en Peulvruchten was een Nederlands productschap dat zich richtte op granen, zaden en peulvruchten. Het werd in 2008 ondergebracht bij het nieuw gevormde Productschap Akkerbouw
Het Productschap Granen, Zaden en Peulvruchten had de wettelijke taak het behartigen van het belang van de gehele branche en het belang van de Nederlandse samenleving.
Onder de activiteiten van deze organisatie vielen onder andere:
- het meepraten over regelgeving in Den Haag en in Brussel
- overleggen met ministeries
- het doen of uitbesteden van onderzoek
- reclame en voorlichting over granen, zaden en peulvruchten

Alle productschappen zijn per 1 januari 2015 opgeheven.